# 高崎市立北部小学校
高崎市立北部小学校（たかさきしりつ ほくぶしょうがっこう）は、群馬県高崎市下小塙にある公立小学校。六郷小学校のマンモス化に伴い、下小塙、上並榎、上小塙の児童は北部小に登校した。

## 概要
1977年4月1日開校（児童数615　学級数17）

## 歴史
- 1977年（昭和52年）4月 - 六郷小学校から分離し、開校。
- 1978年（昭和53年） - 屋体建築[1]。
- 2009年（平成21年）度 - 校舎1棟耐震補強工事実施[2]。

## 通学区域
下小塙町、上小塙町、上並榎町

## 進学先中学校
- 高崎市立並榎中学校 - 上並榎町から通児童の進学先。
- 高崎市立長野郷中学校 - 下小塙町と上小塙町から通う児童の進学先。

## 周辺
- 高崎市北部学童クラブ
- 北野神社
- 社会福祉法人塙会塙保育園 - 進学前保育園のひとつ。
- 下小塙町第一公民館
- なお、市道高崎環状線が近くを通るため、ロードサイド店も点在する。

## アクセス
- 高崎市コミュニティバス「系統番号3 高経大線」・「系統番号4 高経大線」、群馬バス「箕郷～沖白川橋・経大前～高崎駅線」・「高崎駅～経大・本郷・室田・榛名神社～榛名線」で、「唐崎」停留所（群馬県道29号あら町下室田線(経大前通り)上）より、学校南門まで、
  - 並榎町・高崎郵便局前経由高崎駅西口行、本町経由高崎駅行のりばから、徒歩約470m・約7分。
  - 町屋町・六郷小学校前・昭和町経由高崎駅西口行、群バス貸切バスセンター前経由箕郷営業所行、室田営業所・榛名湖行のりばから、徒歩約415m・約6分。